# Florence Débarre
Florence Débarre (* 1984 in Paris) ist eine französische Evolutionsbiologin.

## Leben
Débarre studierte Biologie, Ökologie und Evolution an der Pariser École normale supérieure, der Universität Pierre und Marie Curie und der Universität Montpellier. An der Universität Montpellier-II promovierte Débarre 2010. Als Postdoc ging sie 2011 an die University of British Columbia im kanadischen Vancouver.
Seit 2013 arbeitete sie für die University of Exeter. 2015 wechselte sie als Researcher zum  Centre national de la recherche scientifique (CNRS); seit Oktober 2022 ist sie dort als Senior Researcher tätig.
Florence Débarre forscht unter anderem zu theoretischen Modellen, um damit verschiedene Fragen der Evolutionsbiologie zu untersuchen. Ihre Arbeiten untersuchen beispielsweise die Anpassung an eine räumlich heterogene Umwelt, die Evolution sozialer Verhaltensweisen, die biologische Kontrolle von Populationen und Herausforderungen und Risiken von genetischem Forcing.
Sie forscht auch zur Evolutionsdynamik verschiedener Krankheitserreger, darunter SARS-CoV-2. Während der COVID-19-Pandemie setzte sich Débarre für den Zugang zu hochwertigen wissenschaftlichen Informationen ein und war Mitglied der MODCOV19-Plattform, die Projekte zur Modellierung der Epidemie unterstützte. 2023 fand Débarre in der GISAID-Datenbank Hinweise auf einen natürlichen Ursprung von SARS-CoV-2.

## Herausgeberschaft
- mit Françoise Praz (Hrsg.): L’ère des pandémies Covid: les avancées de la recherche. CNRS: le cherche midi, Paris, 2024, ISBN 978-2-74917-798-4.